# Blanche (cantora)
Ellie Delvaux, mais conhecida como Blanche, é uma cantora e compositora belga. Ela representou a Bélgica no Festival Eurovisão da Canção de 2017 na Ucrânia, com a canção "City Lights", com que ganhou o 4.º lugar Blanche competiu anteriormente na quinta temporada de The Voice Belgique, onde foi um membro da Team Cats on Trees.

## Carreira

### 2016–presente:The Voice Belgiquee Festival Eurovisão da Canção 2017
Em janeiro de 2016, Blanche fez a audição para a quinta temporada na The Voice Belgique interpretando "Daydreamer" de Adele, com dois dos quatro júris a virarem-se. Ela finalmente escolheu juntar-se à equipa da Cats on Trees. Durante os Duelos, Blanche lutou com Charlotte Villers cantando Radiohead "Creep" vencendo e assim seguindo para as galas em direto. Durante a primeira atuação em direto, ela interpretou "Running with the Wolves" de Aurora, ela foi salva pelo treinador e avançou para a próxima gala. Na gala seguinte, ela cantou "Runnin' (Lose It All)", porém não foi salva pelo seu treinador e foi eliminada do programa.
| Performance    | Canção                               | Artista Original                              | Resultado                       |
| -------------- | ------------------------------------ | --------------------------------------------- | ------------------------------- |
| Blind audition | "Daydreamer"                         | Adele                                         | Juntou-se ao Team Cats on Trees |
| Duelos         | "Creep" (contra o Charlotte Villers) | Radiohead                                     | Vencedora                       |
| Semana 1       | "Running with the Wolves"            | Aurora                                        | Salva pelo treinador            |
| Semana 2       | "Runnin' (Lose It All)"              | Menino Travesso (com Beyoncé e Seta Benjamin) | Eliminada                       |

A 22 de novembro de 2016, o emissora RTBF anunciou que havia selecionado internamente Blanche para representar a Bélgica no Festival Eurovisão da Canção de 2017, em Kiev, Ucrânia.